# 疏裂马先蒿
疏裂马先蒿（学名：Pedicularis remotiloba）是列当科马先蒿属的植物，是中国的特有植物。分布于中国大陆的云南等地，生长于海拔3,700米至4,200米的地区，常生于高山草坡上，目前尚未由人工引种栽培。